# Episodi di Chuck (prima stagione)
La prima stagione della serie televisiva Chuck, composta da 13 episodi, è stata trasmessa dal network NBC dal 24 settembre 2007 al 24 gennaio 2008.
In Italia, la prima stagione è stata trasmessa in prima visione assoluta dal 22 giugno al 27 luglio 2008 sul canale pay tv Steel e in chiaro, la prima stagione è stata trasmessa dal 9 giugno al 28 luglio 2009, su Italia 1.
L'antagonista principale della stagione è la Fulcrum.
| nº | Titolo originale                      | Titolo italiano                 | Prima TV USA      | Prima TV Italia |
| -- | ------------------------------------- | ------------------------------- | ----------------- | --------------- |
| 1  | Chuck Versus the Intersect            | Chuck vs. i servizi segreti     | 24 settembre 2007 | 22 giugno 2008  |
| 2  | Chuck Versus the Helicopter           | Chuck vs. l'elicottero          | 1º ottobre 2007   | 22 giugno 2008  |
| 3  | Chuck Versus the Tango                | Chuck vs. il tango              | 8 ottobre 2007    | 29 giugno 2008  |
| 4  | Chuck Versus the Wookie               | Chuck vs. il diamante           | 15 ottobre 2007   | 29 giugno 2008  |
| 5  | Chuck Versus the Sizzling Shrimp      | Chuck vs. Chinatown             | 22 ottobre 2007   | 6 luglio 2008   |
| 6  | Chuck Versus the Sandworm             | Chuck vs. il verme della sabbia | 29 ottobre 2007   | 6 luglio 2008   |
| 7  | Chuck Versus the Alma Mater           | Chuck vs. l'Alma Mater          | 5 novembre 2007   | 13 luglio 2008  |
| 8  | Chuck Versus the Truth                | Chuck vs. la verità             | 12 novembre 2007  | 13 luglio 2008  |
| 9  | Chuck Versus the Imported Hard Salami | Chuck vs. gli insaccati         | 19 novembre 2007  | 20 luglio 2008  |
| 10 | Chuck Versus the Nemesis              | Chuck vs. la nemesi             | 26 novembre 2007  | 20 luglio 2008  |
| 11 | Chuck Versus the Crown Vic            | Chuck vs. la Crown Victoria     | 3 dicembre 2007   | 27 luglio 2008  |
| 12 | Chuck Versus the Undercover Lover     | Chuck vs. l'amante segreta      | 24 gennaio 2008   | 27 luglio 2008  |
| 13 | Chuck Versus the Marlin               | Chuck vs. il Marlin             | 24 gennaio 2008   | 27 luglio 2008  |

## Chuck vs. i servizi segreti
- Titolo originale: Chuck Versus the Intersect
- Diretto da: McG
- Scritto da: Josh Schwartz e Chris Fedak

### Trama
Dopo l'11 settembre la CIA e l'NSA decidono di collaborare unendo tutti i loro segreti e criptando i dati dentro migliaia di immagini, custodite nell'elaboratore Intersect, un computer che ha la capacità di unificarsi con il cervello di una persona. Chuck Bartowski è una persona intelligente, un genio della programmazione informatica, tuttavia vive al di sotto delle sue possibilità, conseguenza del fatto che venne espulso da Stanford, ora vive a Burbank condividendo la sua casa con la sorella maggiore Ellie e il fidanzato di lei Devon, entrambi medici, Chuck e il suo migliore amico Morgan Grimes lavorano insieme al Buy More, un ipermercato di apparecchi elettronici. Bryce Larkin, amico di Chuck ai tempi in cui frequentava Stanford, attualmente agente della CIA, per qualche motivo ruba l'Intersect, proprio la notte del compleanno di Chuck, interviene il maggiore John Casey agente dell'NSA che spara a Bryce uccidendolo ma non prima che quest'ultimo invii un'e-mail nel computer di Chuck, quando lui la apre vede delle strane immagini. Mentre Chuck è al lavoro incontra una donna molto bella di nome Sarah Walker, a cui ripara il cellulare, Sarah poi gli chiede di uscire con lei. Mentre Chuck va in un supermercato all'ingrosso incontra un uomo e nella mente di Chuck appare una sorta di flash scoprendo che quell'uomo è un criminale serbo. Chuck e Sarah vanno a cena in un ristorante messicano, ma poi arrivano Casey e i suoi uomini, a quel punto Sarah fugge costringendo Chuck a seguirla, Sarah gli rivela che Bryce era un agente della CIA, tra l'altro lo è pure lei. I due vengono raggiunti da Casey dopo che Sarah scopre che Chuck aveva aperto l'e-mail che Bryce gli aveva inviato, di conseguenza Chuck inconsapevolmente quando ha visto quelle immagini, ha scaricato nel proprio cervello il supercomputer, adeso è lui l'Intersect. Chuck ha un altro flash e scopre che il terrorista serbo intende uccidere un generale della NATO con un ordigno esplosivo in un hotel a Los Angeles dove si tiene un convegno. Chuck, Sarah e Casey vanno all'hotel e trovano la bomba, è collegata a un computer portatile, a Chuck viene un'idea: bypassare il DOS e infettando il computer portatile con il sito pornografico Irene Demova a un secondo dall'esplosione disattivando la bomba. Il mattino dopo Chuck va su una spiaggia venendo raggiunto da Sarah, adesso Chuck ha capito che la sua vita è cambiata per sempre, Sarah è consapevole di quanto lui sia turbato chiedendogli di fidarsi di lei.
- Guest star: Wendy Makkena (Direttrice Sicurezza Nazionale), Dale Dye (Generale Stanfield), Nickolas Pajon (Vuc Andric), Natalie Martinez (Kayla Hart)

## Chuck vs. l'elicottero
- Titolo originale: Chuck Versus the Helicopter
- Diretto da: Robert Duncan McNeill
- Scritto da: Josh Schwartz e Chris Fedak

### Trama
Il generale Diane Beckman a capo dell'NSA e il direttore della CIA Langston Graham decidono di fare di Chuck una risorsa dei servizi segreti dal momento che nel suo cervello c'è l'Intersect, da ora Casey e Sarah saranno le sue guardie del corpo e lavoreranno a Burbank sotto copertura: Sarah lavorerà come cameriera al Wienerlicious accanto al Buy More inoltre dovrà fingersi la fidanzata di Chuck, invece Casey da ora lavorerà come dipendere al fianco di Chuck al Buy More. I servizi segreti chiedono l'aiuto del dottor Jonas Zarnow, il miglior ricercatore della sicurezza nazionale, mostra a Chuck varie immagini da uno schermo e infatti ottiene la conferma che i flash si manifestano ogni volta che Chuck vede qualcosa inerente alle informazioni dell'Intersect scaricato nel proprio cervello. Zarnow viene ucciso, infatti la sua auto è esplosa, Sarah e Casey sospettano l'una dell'altro, ciascuno dei due tenta di far passare Chuck dalla propria parte. In realtà Zarnow è ancora vivo, ha inscenato una falsa morte, rapisce Sarah per farsi rivelare l'identità della persona che ha scaricato l'Intersect alla CIA dal momento che durante il test Sarah e Casey non gli avevano permesso di incontrare Chuck direttamente. Quest'ultimo ha un flash e scopre che Zarnow da anni vende tecnologia sperimentale alla Corea del Nord. Zarnow spara a Chuck un dardo tranquillante e lo porta con sé su un elicottero che prende il volo nella speranza di vendere Chuck, ma Chuck non è addormentato, il dardo ha solo colpito il suo salvataschino, Chuck usando la pistola tranquillante spara Zarnow addormentandolo, e seguendo le istruzioni di Sarah pilota l'elicottero facendolo atterrare. Benché tutto finisca per il meglio, quello che è successo mette in evidenza che tra Chuck, Sarah e Casey non c'è ancora fiducia. Il giorno dopo Chuck e Sarah vanno al funerale di Bryce, mentre Casey parla al cellulare con la Beckman la quale lo informa che tra sei mesi un nuovo Intersect sarà operativo e a quel punto Chuck non sarà più necessario, e quando ciò avverrà dovrà essere Casey a occuparsi di lui. Sarah mette in guardia Chuck: benché Zarnow sia stato neutralizzato Chuck deve accettare l'idea che da ora in avanti dovrà prendere attivamente parte alle missioni in modo da usare l'Intersect e quindi affrontare i pericoli in prima persona.
- Guest star: John Fleck (Dr. Jonas Zarnow)

## Chuck vs. il tango
- Titolo originale: Chuck Versus the Tango
- Diretto da: Jason Ensler
- Scritto da: Matt Miller

### Trama
Casey ormai si è trasferito nella casa accanto a quella di Chuck e Ellie, intanto Big Mike (il direttore del Buy More) mette Chuck e Harry in lista per il posto di vice direttore del negozio. Sia a Teheran che a Madrid alcuni trafficanti d'arte vengono uccisi da dei criminali che lavorano per la "La Ciudad" un pericoloso trafficante d'armi, non è mai stato identificato, nessuno conosce il suo aspetto. Chuck guardando un articolo di giornale su un'asta d'arte a Los Angeles ha un flash e scopre che La Ciudad sarà all'evento. Casey e Sarah decidono di portare Chuck con loro all'asta nella speranza che con un flash lui possa identificare La Ciudad. Alla festa Chuck guarda la cornice di un quadro e ha un flash: nelle cornici vengono inserite delle armi, i quadri sono solo una copertura. Chuck conosce una donna molto bella alla festa e con lei balla il tango (Devon glielo aveva precedentemente insegnato) Chuck vede la cicatrice che la donna ha sul collo e ha un altro flash, è lei La Ciudad. Intanto Morgan convince i suoi colleghi al Buy More, ovvero Anna, Jeff e Lester ad aiutarlo a riparare i computer guasti custoditi nel deposito dal momento che Big Mike aveva incaricato Chuck di farlo, nella speranza che ciò aumenti le sue probabilità di ottenere la promozione. La Ciudad, dopo aver capito che Chuck lavora per i servizi segreti, tenta di ucciderlo, ma Casey e Sarah lo salvano e la trafficante d'armi scappa. Chuck va al Buy More, i suoi colleghi hanno rinunciato a riparare tutti i computer, tuttavia i restanti li aggiusta lui personalmente facendo una buona impressione davanti a Big Mike. La Ciudad va al Byu More con i suoi scagnozzi per uccidere Chuck, tuttavia Sarah affronta la criminale sconfiggendola mentre Casey mette fuori combattimento le sue guardie del corpo. Sarah fa notare a Chuck che lui sta dando un notevole contributo alla CIA infatti è convinta che lui debba avere più fiducia nelle sue potenzialità perché tutto sommato sembra tagliato per fare la spia. Ellie, ignara che quella tra Chuck e Sarah non è una vera relazione, chiede al fratello cosa prova per lei, Chuck ammette che in fondo Sarah gli piace molto, Ellie gli spiega che, vedendo come Sarah lo guarda, è convinta che si sta innamorando di lui.
- Guest star: Lorena Bernal (La Ciudad)

## Chuck vs. il diamante
- Titolo originale: Chuck Versus the Wookie
- Diretto da: Allan Kroeker
- Scritto da: Allison Adler

### Trama
Sarah si è conquistata l'affetto di Ellie, Devon e Morgan, lei e Chuck ormai sembrano una vera coppia. Sarah e Casey ricevono la visita di una donna, quando Chuck la vede ha un flash, si tratta di Carina Miller agente della DEA, Graham e la Beckman vogliono un'operazione congiunta, devono rubare a Peyman Alahi (commerciante internazionale di oppio) un diamante. Sia Casey che Sarah hanno già avuto a che fare con lei in passato, tra Sarah e Carina c'è una controversa amicizia, tuttavia non si fidano di lei. Per la missione è necessario l'Intersect che Chuck ha nel cervello, per acquisire le informazioni sul sistema di allarme che protegge il diamante. La notte prima della missione Carina attira con una scusa Chuck nella sua camera d'albergo, cerca di sedurlo ma lui pur attratto dalla donna non intende cedere, e lei gli rivela che Sarah è l'ex fidanzata di Bryce, banché Sarah avesse affermato che erano solo colleghi. La notizia sconvolge Chuck che si rende conto che tutto ciò che vive e sente con Sarah non è altro che una messa in scena per la copertura, perché in realtà non conosce neppure il suo nome reale. Chuck, Sarah e Carina vanno a una festa alla villa di Peyman, il diamante è protetto da un sistema di sorveglianza molto sofisticato, a Chuck viene un'idea: usare dell'aria compressa, Carina quindi usa un estintore. Carina ruba il diamante, col probabile intento di darlo ai suoi superiori e ottenere una promozione, Casey riesce a localizzarla ma prima che possa riprendersi il diamante Carina lo infila nello zaino di Morgan che era andato da lei per corteggiarla. Tuttavia Chuck trova il diamante nella sacca di Morgan e, guardandolo, capisce che è ben più di un oggetto di valore in mano a dei trafficanti di droga, poiché appartiene a un gruppo terrorista afgano ed è quindi molto più pericoloso di quanto si pensasse, infatti vogliono usarlo per finanziare l'acquisto di alcuni missile terra-aria. Peyman cattura Sarah e Casey, è disposto a liberarli solo in cambio del diamante, Carina all'inizio non intende consegnarlo ma Chuck la convince a cambiare idea dato che Sarah in passato le salvò la vita, anche perché Chuck era pronto a tentare di salvarla anche senza il suo aiuto. Chuck stando al fianco di Carina si sta rendendo conto che le spie vivono continuamente in un mondo di manipolazioni e bugie, come afferma quest'ultima una vera spia non ha permesso di legarsi a nessuno. Carina salva Sarah e insieme sconfiggono Peyman e i suoi uomini, mentre Chuck mette al sicuro il diamante, uno degli uomini di Peyman tenta di fermarlo ma Casey (che si era liberato da solo) lo stende. Graham riceve il diamante, infatti Chuck glielo aveva spedito per posta. Carina lascia Los Angeles ma non prima di aver fatto capire a Chuck in maniera indiretta che Sarah prova per lui dei sentimenti sinceri, infatti quando Chuck le chiede il motivo per cui aveva tentato di sedurlo lei ammette che le piace rubare a Sarah ciò che le piace e che probabilmente lei ancora non capisce di amarlo. Chuck va a trovare Sarah nel suo appartamento, Chuck tenta di conoscerla meglio le chiede persino il suo vero nome, ma lei rimane in silenzio, Chuck decide di rispettare la sua riservatezza, ma quando si allontana Sarah con un'espressione triste dice «Il mio secondo nome è Lisa».
- Guest star: Mini Andén (Carina), Iqbal Theba (Peyman Alahi)

## Chuck vs. Chinatown
- Titolo originale: Chuck Versus the Sizzling Shrimp
- Diretto da: David Solomon
- Scritto da: Scott Rosenbaum

### Trama
Dal momento che Chuck dedica ultimamente poco tempo a Ellie e Morgan, quest'ultimo convince Chuck e Sarah a trascorrere una notte con loro. Mentre Morgan esce con Sarah e Chuck, i tre si recano a Chinatown per acquistare dei gamberetti in un ristorante cinese, ma all'interno del locale Chuck vede una cameriera ed un flash su di lei gli rivela che in realtà è una spia dell'intelligence cinese, si chiama Mei-Ling Cho, non si sono mai stati avvistamenti su di lei sul suolo americano. Chuck, Sarah e Casey quindi si mettono all'opera per scoprire cosa ci faccia lì Mei-Ling, il tutto a discapito degli impegni di Chuck e questo rischia di guastare il rapporto con Ellie e Morgan. Chuck e i suoi colleghi pedinano Mei-Ling, vedendola intrufolarsi in un edificio armata, credendo che voglia uccidere qualcuno, intervengono e Chuck salva la vita a un anziano di nome Ben Lo Pan, potente imprenditore. Chuck vede che Lo Pan ha sequestrato un uomo, Mei-Ling spiega a Chuck che Lo Pan è un esponente della mafia cinese della Triade e che l'uomo sequestrato è Lee Cho il fratello di Mie-Ling, è un impiegato all'ambasciata americana, la Triade lo ha rapito a fini di estorsione nei confronti del governo. Mei-Ling fugge, Sarah e Casey nonostante il parere contrario di Chuck, non intendono intervenire dato che questa è una faccenda personale che coinvolge unicamente Mei-Ling (l'intelligence cinese infatti non aveva autorizzato il salvataggio di Lee Cho) e infatti i servizi segreti non hanno interesse nell'aiutarla. Mei-Ling chiede aiuto a Chuck, tra nove ore Lee Cho verrà ucciso, a quel punto Chuck convince Sarah e Casey ad aiutarlo raggiungendo uno sgradevole compromesso con Mei-Ling: salveranno Lee Cho ma a patto che lei tradisca il governo cinese passando dalla parte degli servizi segreti americani. Casey, Sarah e Mei-Ling fanno irruzione nell'abitazione di Lo Pan ma i suoi uomini li catturano, portandoli al ristorante di proprietà della Triade, Chuck li segue e usando dei fuochi d'artificio riesce a distrarre le guardie di Lo Pan e a liberare i suoi colleghi che sconfiggono gli uomini di Lo Pan, egli tenta di fuggire ma Chuck lo cattura. Lee Cho torna in Cina lui e la sorella non potranno mai più rivedersi dal momento che lei ora ha acconsentito a tradire il proprio paese, in ogni caso Mei-Ling ringrazia sentitamente Chuck per l'aiuto che le ha dato. Big Mike minaccia di licenziare Morgan se lui non migliora i propri dati di vendita, pur tentando di seguire i consigli controversi di Jeff e Lester non ottiene risultati ma Ellie lo aiuta acquistando delle merci al Buy More intestando a Morgan la vendita. Chuck per aiutare Mei-Ling è stato costretto a rinunciare alla sua versione personale della "Festa della mamma", nella quale lui ed Ellie "festeggiano" l'anniversario del giorno in cui la madre li abbandonò, interpretando l'evento come la data dalla quale hanno imparato a occuparsi di loro stessi e a contare l'uno sull'altra. Ellie allora, delusa e intristita dagli accaduti degli ultimi tempi, rivela a Chuck di aver scoperto che spesso le mente e che si rende conto che l'arrivo del nuovo amore Sarah abbia scombussolato le sue abitudini, ignara dell'insospettabile verità. Tuttavia Ellie lo perdona e i due trascorrono una piacevole serata in allegria con Sarah e Morgan.
- Guest star: James Hong (Ben Lo Pan), Gwendoline Yeo (Mei-Ling Cho)

## Chuck vs. il verme della sabbia
- Titolo originale: Chuck Versus the Sandworm
- Diretto da: Robert Duncan McNeill
- Scritto da: Phil Klemmer

### Trama
Il giorno prima della festa di Halloween Chuck viene contattato da Big Mike che lo avvisa che l'indomani sarebbe stato il giorno del colloquio per il posto da vice-direttore e lo incarica anche di trovare l'amico Morgan che non è al lavoro a svolgere il proprio turno. Chuck allora si reca sul molo, dove trova lo scapestrato amico a giocare a Guitar Hero in una sala giochi, insieme ad un altro ragazzo; osservando quest'ultimo Chuck ha un flash, e capisce che egli è Lazslo Mahnovski, ovvero un personaggio considerato pericoloso: un cervello governativo che progettava armi prima di scappare da uno dei laboratori in cui lavorava.
Quando Chuck mette in guardia Morgan sul suo nuovo "compagno di giochi", Lazslo, prima di scappare, nota l'orologio dotato di localizzatore di Chuck, donatogli da Sarah, capendo che egli collabora con i servizi segreti, poiché è stato lui stesso a progettare quell'orologio per la CIA.
In seguito però Mahnovski sorprende Chuck nel parcheggio del Buy More, dove gli racconta di essere stato incastrato, di non aver fatto niente di male, di essere scappato solo perché era trattato come un prigioniero segregato in quel laboratorio sotterraneo per dieci anni tanto da conoscere poco della cultura moderna, ciò che vuole infatti è l'aiuto di Chuck. Quest'ultimo risponde che ne avrebbe parlato a Sarah e Casey, ma Lazslo lo mette in guardia su di loro, dicendo che non erano buoni come sembravano perché in realtà non fanno altro che controllare il protagonista, piazzando perfino delle cimici nascoste in casa sua. Quando Chuck rimprovera Morgan per il poco impegno che mette al lavoro, quest'ultimo si fa istruire da Devon che lo aiuta ad adottare un comportamento più maturo e professionale.
Tornato a casa Chuck inizia a setacciare ovunque, trovando effettivamente una grande quantità di cimici; a questo punto Bartowski va da Casey e si infuria per quanto accaduto, rivelando di voler aiutare Lazslo che crede innocente.
A tal fine, ad insaputa dei due agenti, Chuck porta Mahnovski al Buy More per fargli passare la notte tranquillo; qui si rende conto che questo è una furia omicida quando col sistema home theater del Buy More minaccia di manipolare un sistema missilistico termo nuclerare da lui progettato per attaccare il Texas, si astiene dal farlo solo perché Chuck lo aiuta a calmarsi. Chuck tenta di consegnare Lazslo ai suoi colleghi ma quest'ultimo riesce a fuggire rubando la macchina di Chuck.
Il giorno di Halloween Chuck si reca al lavoro per il colloquio, ma prima di poterlo sostenere, riguardando un disegno che Lazslo aveva fatto ha un flash e si scopre che Mahnovski ha attivato il sistema di autodistruzione nella macchina di Chuck (modificata dalla CIA tramite un progetto di Lazslo) parcheggiandola sotto il molo di Santa Monica dove i servizi segreti lo reclutarono quando era ancora un ragazzino. Chuck allora rinuncia al posto di vice-direttore e di corsa raggiunge l'auto, lì c'è Lazslo ad aspettarlo e al suo arrivo addirittura sfida Chuck a disattivare la bomba, c'è un filo rosso e uno verde, è necessario tagliare il filo giusto per disattivare il congegno esplosivo, prima della fine del conto alla rovescia. Lazslo gli dice che il filo giusto è quello rosso ma Chuck capisce che la sua è una menzogna e taglia quello verde e infatti disattiva la bomba a sette secondi dall'esplosione. Dal momento che Lazslo aveva citato Goldfinger Chuck capisce che gli aveva mentito, non aveva trascorso gli ultimi anni segregato, voleva solo impietosire Chuck per manipolarlo. Lazslo viene così arrestato e portato via da Casey e Sarah appena giunti sul posto. Morgan tenta di convincere la dirigenza del Buy More a dare la promozione a Chuck, ma alla fine viene scelto Harry.
Alla fine Chuck torna a casa, dove può tornare alla sua vita normale e a coltivare i rapporti che da un po' sta trascurando: in particolar modo, insieme a Morgan, può tornare a concedersi qualche momento di spensieratezza, travestendosi insieme da Sandworm, ovvero uno dei vermi della sabbia di Dune.
- Guest star: Jonathan Sadowski (Laszlo Manhovski)

## Chuck vs. l'Alma Mater
- Titolo originale: Chuck Versus the Alma Mater
- Diretto da: Patrick Norris
- Scritto da: Anne Cofell Saunders

### Trama
George Fleming, il docente di Stanford che espulse Chuck dall'università, si rivela essere un analista della CIA che ha il compito di selezionare gli studenti migliori e più geniali per reclutarli nell'agenzia segreta, attualmente è in pericolo, delle persone gli stanno dando la caccia. Graham e la Beckman chiedono a Chuck di aiutarli nelle ricerche dato che lo conosceva, Chuck guardando la propria tessera dell'università ha un flash: lui stesso era archiviato nell'Intersect e non ne capisce il motivo. A dare la caccia a Fleming è Magnus Einerson, egli lavora per i servizi segreti dell'Islanda, notoriamente conosciuto per il fatto che è armato di balestra. Chuck riesce a rintracciare il docente e a raggiungerlo, ma poco prima di prelevarlo Fleming viene ferito gravemente da una freccia scoccata dalla balestra di Einerson, lasciando nelle mani di Chuck un bigliettino con un codice alfanumerico, mentre Fleming viene ricoverato in ospedale. Con dei flashback scopriamo di più sul passato di Chuck, quando frequentava Stanford lui e Bryce erano grandi amici, ma Fleming lo espulse accusando ingiustamente Chuck di aver rubato le risposte di un esame e che era stato Bryce a denunciarlo, addirittura Bryce con un atteggiamento quasi apatico e distaccato non mostrò nessun rimorso per quell'ingiusta accusa. Chuck va al campus universitario accompagnato da Casey e Sarah scoprendeo che il codice lasciato da Fleming indica una zona della biblioteca dell'istituto che Bryce usava per nasconderci le cose, Chuck trova il CD, il team viene raggiunto dai nemici, così i tre cominciano a fuggire finché raggiungono un laboratorio, dove Chuck analizza il contenuto del CD e scopre che questo contiene i nomi e le informazioni relative agli studenti reclutati dalla CIA, stranamente nel CD Chuck legge anche il proprio nome. Sarah e Casey stanno per avere la peggio contro Einerson e i suoi uomini, ma Chuck li salva, infatti contatta le reclute della CIA che ora si trovano nel campus avendole rintracciate proprio dal CD di Fleming, e infatti le reclute della CIA sconfiggono Einerson e i suoi colleghi. Chuck e Sarah studiano ancora il CD e vi trovano un video dove Fleming conversava con Bryce, quest'ultimo aveva scoperto che la CIA voleva reclutare Chuck come agente, infatti Fleming aveva notato il potenziale di Chuck che tramite i test per il riconoscimento di immagini subliminali dato che Chuck aveva ottenuto dei punteggi altissimi, a quel punto Bryce mentì facendo credere a Fleming che Chuck aveva superato quel test perché aveva rubato le risposte, Bryce voleva impedire alla CIA di trasformare Chuck in una spia dando per scontato che il suo amico, essendo per natura una persona fin troppo buona, non sarebbe sopravvissuto come agente operativo.

## Chuck vs. la verità
- Titolo originale: Chuck Versus the Truth
- Diretto da: Robert Duncan McNeill
- Scritto da: Allison Adler

### Trama
Al Buy More si presenta una ragazza carina di nome Lou per farsi riparare il cellulare. Lou è di origine italiane ed ha un negozio di specialità culinarie: tra lei e Chuck si instaura subito un buon feeling.
Intanto un ex ginnasta, Reardon Paine, ricerca dei codici di attivazione per gli armamenti nucleari, da vendere al migliore offerente: costui per raggiungere i suoi scopi utilizza un potente veleno, il Pentothal, che funge da siero della verità prima di provocare la morte nel giro di poche ore. Reardon allora avvelena il possessore di questi codici nucleari, Mason Whitney, costringendolo così a portargli ciò che voleva poiché, in caso contrario, non gli avrebbe dato l'antidoto. Mason allora reperisce i codici, ma non fa in tempo a consegnarli che sviene moribondo per strada, dove Ellie lo soccorre in qualità di medico: l'avvelenato infila i codici nel maglione della donna poco prima di morire. Jeff e Lester mettono nei guai Morgan facendo credere a Harry che sua moglie lo tradisce con lui.
Intanto Lou torna a ritirare il cellulare e i due cominciano a ridire e scherzare insieme, finché non arriva Sarah presentandosi come la fidanzata di Chuck. Egli allora rincorre Lou e i due si rivelano che si piacciono vicendevolmente, ma siccome Chuck risulta fidanzato, Lou gli dice di farsi vivo qualora si fosse lasciato con Sarah.
Intanto Reardon Paine si reca a casa di Chuck, e fingendosi un agente di polizia, con una scusa avvelena la sorella per scoprire dove Ellie avesse messo i codici, senza che lei se ne renda conto la contagia con il veleno. Ellie dopo qualche ora, sviene. Chuck, Sarah e Casey, una volta che Ellie viene ricoverata in ospedale, scoprono una cimice nascosta su di lei, Chuck con astuzia attira Reardon all'ospedale, a quel punto Casey e Sarah tendono un'imboscata a Riordan. Il tranello però, a causa della goffaggine di Chuck, finisce nel peggiore dei modi: Reardon fugge con i codici inoltre Chuck viene avvelenato così come anche Sarah e Casey. Tuttavia Sarah recupera l'antidoto da Reardon e lo dà a Chuck in modo che lui sopravviva dato che è l'Intersect, ma Chuck contro il volere di Sarah e Casey, altruisticamente dà a Ellie l'antidoto e la salva. Attraverso la cimice però riescono a raggiungere nuovamente Paine, egli offre l'antidoto a Chuck e ai suoi colleghi, ma Chuck intuisce che vuole solo prenderli in giro, Sarah con un colpo di pistola ferisce Paine alla gamba e infine il criminale dà alla squadra i codici e l'antidoto per tutti. Chuck però, prima che Sarah potesse bere la soluzione le chiede se, oltre la copertura, la loro relazione fittizia avrebbe avuto un futuro reale, ma riceve una risposta negativa. Il giorno seguente quindi Chuck si rivolge a Sarah spiegandole che ha qualcosa di importante da dirle, Sarah sembra felice dando per scontato che Chuck voglia confessarle il suo amore ma poi lui le comunica che pretende una falsa rottura nel loro falso rapporto: Chuck ammette che più passa il tempo cercando di ingannare tutti facendo credere agli altri che sono una vera coppia, e più in realtà chi viene ingannato è proprio lui. Sarah non controbatte lasciando andare via Chuck ma ammette, rivolgendosi a Casey, che era stata addestrata a resistere al Pentothal, e che quindi in realtà gli aveva mentito, una parte di lei desiderava realmente un futuro con lui. Sarah ora, gelosamente, lo guarda andare da Lou. Harry scopre che Chuck lavora con i servizi segreti, a quel punto Casey lo manipola facendo credere a Harry che si sono avvicinati a Chuck per reclutare proprio lui, e dunque accetta di trasferirsi alle Oahu lavorando in una piantagione di ananas con la moglie per ordine dei servizi segreti facendogli credere che la sua sarà un'operazione sotto copertura. Big Mike confessa a Morgan che aveva dato a Harry la promozione a vice direttore solo perché si sentiva in colpa nei suoi riguardi dal momento che Big Mike andava a letto con la moglie di Harry da sei mesi. 
La puntata finisce con Sarah che osserva Chuck e Lou bersi insieme del caffè e purtroppo con il suo sguardo fa capire che forse aver detto la verità le sarebbe costato meno sofferenza.
- Guest star: Kevin Weisman (Reardon Paine), Rachel Bilson (Lou)

## Chuck vs. gli insaccati
- Titolo originale: Chuck Versus the Imported Hard Salami
- Diretto da: Jason Ensler
- Scritto da: Scott Rosenbaum e Matt Miller

### Trama
Chuck trascorre felicemente il suo tempo libero con la sua nuova ragazza Lou, ma mentre sta consumando un sandwich preparatogli dalla ragazza, il protagonista ha un flash osservando per caso una locandina in vista sulla parete: si tratta di un invito al locale di Stavros Demetrios, l'ex di Lou e apparentemente il gestore del locale, ma il flash di Chuck rivela che in realtà è figlio di un ricco armatore, Yari Demetrios, e che insieme a lui, stanno facendo importare un carico temporizzato che si teme sia un'arma. Così Bartowski si reca al locale insieme a Lou e avvicina Stavros, e tramite un microfono riescono a localizzare il luogo dove arriverà la merce. Il giorno dopo gli agenti Casey e Sarah si recano sul posto, ma nel container non c'è altro che una videocamera. Morgan intanto capisce di provare qualcosa per Anna, tenta anche di baciarla ma lei lo tiene a distanza. Chuck fa l'amore con Lou, ma visto che nessuno sapeva le intenzioni di Chuck, il governo sospetta che proprio Lou abbia a che fare con il tranello nel container. La squadra di Chuck allora pedina la cuoca italiana e scoprono che si incontra con Demetrios, ma solo per contrabbando di semplici insaccati; a questo punto però, Sarah e Chuck vengono rapiti dai trafficanti. Per scoprire dove li hanno portati, Casey è costretto a dire a Lou una menzogna, ovvero che lui e Chuck lavorano per la Food and Drug Administration e che se non vuole essere arrestata doveva rivelare dove il suo ragazzo faceva arrivare i carichi rivelandole che la famiglia Demetrios si arricchisce con il traffico di armi. Saputo il luogo Casey va a liberare i compagni: Sarah e Chuck corrono a cercare di disinnescare quella che ha tutta l'aria essere una bomba a tempo, ma Chuck non ha flash su come disinnescarla, Sarah gli intima di mettersi al sicuro ma lui non intende lasciarla sola quindi i due, allo scadere del tempo, si avvicinano e Sarah bacia Chuck appassionatamente. Quando il tempo scade però non succede proprio niente, così i due si ritrovano in questa situazione imbarazzante. Un uomo di nome Tommy, che lavora per le persone che avevano ordinato a Yari di portare il carico nel container a Los Angeles, per non lasciare tracce spara a Yari uccidendolo. Mentre Morgan è tutto solo al Buy More e guarda un documentario, Anna si avvicina a lui e lo bacia, i due diventano una coppia. Chuck e Lou si lasciano, anche se lui ammette che Lou rappresenta tutto ciò che desidera in una donna, comprende che non può stare con lei se prova dei sentimenti per Sarah, anche perché Chuck è della convinzione che forse può conquistarla. Chuck lascia un messaggio sul cellulare di Sarah chiedendole per la prima volta un vero appuntamento. Gli analisti della CIA scoprono che quella che all'apparenza sembrava una bomba è in realtà una capsula al cuo interno c'è un corpo in stato di incoscienza, il conto alla rovescia stava solo a indicare il rifornimento di ossigeno: all'interno della capsula c'è Bryce, infatti è ancora vivo.
- Guest star: Rachel Bilson (Lou), John Kapelos (Yari Demitrios), Anthony Ruivivar (Tommy), Theo Alexander (Stavros Demitrios)

## Chuck vs. la nemesi
- Titolo originale: Chuck Versus the Nemesis
- Diretto da: Allison Liddi Brown
- Scritto da: Chris Fedak

### Trama
Appena risvegliato Bryce chiede di Chuck, e una volta rincontrati l'ex amico rivela al protagonista che lui non è un traditore, perché quella dell'Intersect era una missione: Bryce era stato ingaggiato dalla Fulcrum, un dipartimento speciale interno alla CIA costituito da agenti corrotti che con l'inganno l'aveva portato a rubare e copiare l'Intersect al fine di avere una loro intelligence, Tommy è un agente della Fulcrum e dà la caccia a Bryce dato è stata proprio la Fulcrum a salvarlo quando Casey gli sparò, questo perché Bryce mentì a Tommy facendogli credere che lui stesso aveva scaricato nel proprio cervello l'Intersect, effettivamente Bryce è piacevolmente sorpreso quando scopre che Chuck è riuscito a scaricare nel suo cervello l'Intersect con successo. Sarah è ancora attratta da Bryce, lui vuole riconquistarla, addirittura si baciano sotto gli occhi di Chuck. La CIA deve mettere Bryce al sicuro, deve lasciare Los Angeles, Bryce chiede a Sarah di seguirlo, in ogni caso arriveranno degli agenti della CIA che lo scorteranno via. Bryce non se la sente perché non si fida di nessuno considerando che la Fulcrum ha infiltrati tra la CIA, ma a Chuck viene un'idea: gli agenti che avranno il compito di scortare via Bryce dovranno prelevarlo al Buy More quando sarà invaso dalla clientela nel "venerdì nero" in questo modo Chuck potrà osservarli e con dei flash potrà constatare se sono agenti corrotti o meno. Bryce è sorpreso nel constatare che Chuck lavora al Buy More e che vive ancora con Ellie, dava per scontato che ormai fosse diventato un uomo di successo. Per Bryce le cose diventano imbarazzanti quando Morgan gli rivela che proprio Bryce ha causato la rovina Chuck quando lo fece espellere dall'università avendogli impedito di affermarsi. Bryce con umiltà fa a Chuck le doverose scuse tra l'altro è fiero di lui dato che Sarah gli ha raccontato del notevole contributo che Chuck ha dato ai servizi segreti da quando ha iniziato a lavorare con loro. Tommy fa il suo arrivo al Buy More, lui e i suoi uomini affrontano Casey, Bryce e Sarah che riescono a sconfiggerli, Tommy allora prende Chuck come ostaggio ma quest'ultimo parla il klingon e a quel punto Bryce spara a Chuck uccidendolo apparentemente, ora Tommy senza l'ostaggio è indifeso e Casey lo mette fuori combattimento. Chuck è ancora vivo, parlando in klingon aveva detto a Bryce che sotto la camicia portava un giubbotto antiproiettile. Alla fine Bryce viene riammesso nella CIA, ma inviato sotto massima copertura in un luogo lontano: quest'ultimo rinnova a Sarah l'invito a seguirlo.
- Guest star: Anthony Ruivivar (Tommy)

## Chuck vs. la Crown Victoria
- Titolo originale: Chuck Versus the Crown Vic
- Diretto da: Chris Fisher
- Scritto da: Zev Borrow

### Trama
Chuck è in ansia, nota che Sarah non si è presentata al suo lavoro di copertura, e crede ormai che abbia abbandonato tutto e sia andata via con Bryce. Chuck, mentre è al lavoro, ha un flash su un falsario, Lon Kirk, che nasconde i suoi traffici illeciti con gli aiuti umanitari in Taiwan. I genitori di Anna sono venuti a Los Angeles per fare visita alla figlia, e dato che Morgan reputa la loro una relazione seria, vorrebbe conoscerli. Chuck e la sua squadra intanto devono incriminare Lon Kirk, e a questo punto Sarah fa la sua ricomparsa, anche se si presenta molto fredda e distaccata, soprattutto con Chuck, tanto da affermare che solo per professionalità ha scelto di rimanere a Burbank dato che Bryce non è il suo fidanzato precisando che non considera tale nemmeno Chuck. Lei nella missione dovrà interpretare il ruolo della compagna di Chuck, ma a differenza delle altre volte, l'imbarazzo venuto a crearsi tra i due dà vita a diversi inconvenienti, tanto da far pensare che dopo quest'intervento, i due non possano più restare vicini. Infatti Sarah, nella missione, deve frequentare Lon Kirk. Chuck ha un flash vedendo caricare delle casse allo yacht club dove Sarah e Kirk si erano dati appuntamento, al loro interno devono esserci delle matrici di banconote false. Casey e la squadra in appostamento intervengono ma nelle casse trovano solo medicinali destinati ai sopravvissuti del terremoto in Taiwan. Sarah in maniera meschina accusa Chuck di aver simulato il flash, quando lui le domanda le ragioni per cui lo aveva baciato lei non trova il coraggio di rispondergli, arriva addirittura ad affermare che quel bacio è stato solo un errore. Per gli inconvenienti accaduti Casey e Sarah vengono messi in panchina dai loro superiori. Casey allora chiede a Sarah se si è innamorata di Chuck e afferma di volere una risposta sincera. Sarah risponde che ogni tanto vorrebbe avere una vita normale, con una famiglia e dei figli ma Casey la interrompe per ricordarle il servizio alla Nazione che hanno scelto di svolgere. Morgan manda a Chuck una foto dello yacht club dove prima è stato in compagnia dei genitori di Anna, sullo sfondo vede delle casse molto simili a quelle che avevano attivato il suo flash, ma sono caricate sullo yacht di Rashan, il complice di Kirk, le casse che prima avevano ispezionato erano quelle sbagliate. Chuck, Sarah e Casey vanno nello yacht di Rashan intanto Lon Kirk, al fine di disfarsi delle prove, vuole far affondare da un missile lo yacht e uccidere Rashan. Sarah e Casey sconfiggono gli uomini di Kirk ma egli fa in tempo a lanciare il missile con un lanciarazzi, tuttavia il missile è guidato da un software e Chuck riesce a resettarlo in modo che venga attratto dal GPS della Crown Victoria di Casey che salta in aria. Chuck e Sarah si riconciliano e tornano a essere buoni amici, quest'ultima ammette che la sua relazione con Bryce non ha funzionato perché con lui ci sono sempre in mezzo bugie e menzogne, inoltre gli confessa di ammirare Chuck perché egli, benché continui a sminuirsi, ha servito la CIA degnamente nonostante sia rimasto incastrato contro la propria volontà in questa spiacevole situazione. Al Buy More, mentre si festeggia l'arrivo del Natale, Casey riceve una telefonata dal generale Beckman che gli comunica che il nuovo Intersect è quasi pronto e che una volta collaudato Casey dovrà eliminare Chuck.

## Chuck vs. l'amante segreta
- Titolo originale: Chuck Versus the Undercover Lover
- Diretto da: Fred Toye
- Scritto da: Phil Klemmer

### Trama
L'episodio inizia con un flashback con Casey a Groznyj, lavorava sotto copertura in una zona di guerra, a quel tempo aveva una relazione con Ilsa Tranchina una bella e affascinante foto reporter che però morì in un'esplosione. Jeff per divertimento viola il sistema informatico dell'hotel Gran Seville e quando Chuck legge i nomi degli invitati ha molti flash, si tratta di alcuni trafficanti d'armi o coinvolti nel riciclaggio del denaro, ma tra quei nomi legge anche quello di Ilsa, è ancora viva e scopre che era l'amante di Casey. Quando Chuck glielo rivela lui arriva quasi a perdere il controllo, non può credere che sia ancora viva, la Beckman comunque incarica Chuck, Sarah e Casey di andare alla festa all'hotel Gran Seville si fingeranno dei camerieri, solo guardando gli invitati in volto Chuck ha dei flash confermando che sono tutti dei criminali, Casey scopre che Chuck non aveva equivocato, Ilsa è viva e la incontra all'hotel, sia lei che Casey sono sconvolti, lei era sopravvissuta all'esplosione per un po' di tempo aveva anche perso la memoria. Casey affranto scopre che tutti gli invitati sono lì per festeggiare l'imminente matrimonio di Ilsa, sta per sposare il criminale Victor Federov, membro di spicco della mafia. Chuck cerca il dialogo con Casey capendo che lui nasconde il proprio dolore emotivo, Casey per la prima volta si apre con lui ammettendo quanto Ilsa era importante nella sua vita, ma non intende riconquistarla. Chuck gli fa cambiare idea facendogli tenere presente che forse Ilsa è all'oscuro della natura criminale del suo futuro sposo, Chuck e Casey vanno quindi al Gran Seville, quest'ultimo seguendo i consigli di Chuck riesce a riconquistare Ilsa ma proprio quando i due amoreggiano Chuck lo interrompe, ha avuto un flash su Ilsa scoprendo che anche lei è una spia del DGSE, sposa Victor solo nella speranza di trovare contro di lui delle prove incriminanti delle sue attività criminali. Ilsa si separa da Casey regalandogli un ciondolo. Chuck si rende conto di quanto la vita di Casey sia vuota, lui ha sacrificato la propria felicità personale per dedicarsi al suo lavoro di spia e servire un bene superiore affermando (o per lo meno autoconvincendosi) di esserne felice. Chuck scopre che nel ciondolo di Ilsa c'è nascosto un trasmettitore audio, Chuck e Casey capiscono che Victor a insaputa di Ilsa la sorvegliava, conosce il suo segreto e che dunque è in pericolo. Casey, accompagnato da Chuck, va al Gran Seville per impedire il matrimonio dato che Victor intende uccidere Ilsa, inoltre Chuck telefona a Sarah chiedendole di raggiungerli. Mentre Ilsa e Victor sono sull'altare, Casey affronta le guardie del corpo di Victor anche con l'aiuto di Chuck, ma durante lo scontro i due cadono da una terrazza di una delle suite dell'albergo finendo nell'acqua della piscina, interrompendo così la cerimonia matrimoniale, Sarah dà a Ilsa la sua pistola e quest'ultima la punta contro Victor obbligandolo ad arrendersi dato che i suoi uomini stavano per sparare a Chuck e Casey. Victor viene arrestato mentre Casey e Ilsa si salutano con un romantico bacio, Chuck li guarda sorridendo anche se trova ingiusto che non possano stare insieme dato che a Ilsa verrà assegnato un altro lavoro sotto copertura, Casey si limita a dirgli che questa è semplicemente la vita di una spia. Chuck è fiducioso sul fatto che dopo questa esperienza forse lui e Casey potranno diventare amici.
- Guest star: Ivana Miličević (Ilsa Trinchina)

## Chuck vs. il Marlin
- Titolo originale: Chuck Versus the Marlin
- Diretto da: Allan Kroeker
- Scritto da: Matthew Lau

### Trama
Nel Buy More Chuck trova una cimice e la porta a Casey certo che sia opera sua. Casey però non è il proprietario di quella cimice e così si scopre che un agente della Fulcrum sta spiando Chuck e la sua squadra per scoprire chi è l'Intersect. Devon chiede a Chuck il permesso di sposare Ellie, effettivamente Chuck glielo accorda, e Devon gli affida l'anello di fidanzamento (appartiene alla sua famiglia da generazioni) in attesa di fare a Ellie la proposta. La copertura di Chuck e la sua stessa vita sono in pericolo, il team ha 8 ore di tempo per recuperare il ricevitore ed eliminare l'infiltrato. Nel caso l'impresa non riuscisse Chuck verrebbe trasferito in una località segreta e segregato in un sotterraneo dove nessuno avrebbe potuto scoprirlo. Casey e Sarah rubano tutto il Buy More e lo perquisiscono ritrovando più di venti cimici piazzate tra gli scaffali, ma del ricevitore nessuna traccia. Grazie alle telecamere di sicurezza si scopre che la notte in cui le spie hanno ripulito il Buy More, il nemico è andato al negozio a riprendersi il ricevitore che era nascosto nel Marlin, il pesce appeso nell'ufficio di Big Mike. Però è tardi e la CIA ha già mandato un agente a prelevare Chuck e condurlo nel nascondiglio. Sarah lo raggiunge e Chuck la prega di dire ai suoi cari quanto li ama. Il protagonista rivela a Sarah il lato positivo della situazione: i due non lavoreranno più insieme e avranno l'occasione di scoprire quello che provano l'un per l'altro. Sarah promette a Chuck che troverà il modo di salvarlo, ma ecco che l'agente incaricato di prelevare l'Intersect viene ucciso dalla spia della Fulcrum che insegue Chuck e Sarah. Interviene anche Casey e alla fine l'agente della Fulcrum viene sconfitta da Sarah. Ora Chuck non è più in pericolo e dunque può rimanere a Burbank. Chuck fa in tempo a dare a Devon l'anello di fidanzamento e lui chiede a Ellie di sposarlo e quando lei con gioia accetta la proposta. Chuck non si fa illusioni, per ora è riuscito a scampare al pericolo ma è consapevole che è solo questione di tempo e che un giorno la Fulcrum scoprirà che è lui l'Intersect. Chuck indirettamente confessa a Sarah di considerarla parte della propria famiglia. Nel frattempo, mentre Chuck abbraccia Ellie e Devon, dalla finestra Casey assiste alla scena con la consapevolezza che il destino di Chuck non è quello di rimanere per sempre al fianco della sua famiglia.
- Guest star: Mark Derwin (Detective Conway), Noureen DeWulf (Lizzie Shafai)